# Becán
Becán es un sitio arqueológico maya ubicado en el estado mexicano de Campeche. Se caracteriza por estar rodeada por un foso, único en el área maya, lo que, para algunos investigadores, da testimonio de una continua actividad bélica entre esta y otras ciudades de la región, y que, para otros, representa una clara división espacial de las clases sociales, con el área interior, donde se levantan los edificios de arquitectura monumental, reservada para la élite. 
Otra de las funciones atribuible a la construcción del foso es como abastecimiento de agua, ya que la porosidad del suelo no permite la retención del agua pluvial.
Otro método de captación del agua de lluvia es por medio de depósitos en el suelo: chultún (en lengua maya).
El acceso a Becán era posible por siete entradas: tres al norte, una al oeste, dos al sur y una al este. Esta última es el acceso actual al sitio. Fuera del área rodeada por el foso existe una gran cantidad de construcciones menores que sirvieron como viviendas, graneros, santuarios, terrazas agrícolas, etcétera, para el grueso de la población que sustentaba a la dinastía gobernante de Becán.
Esto como analogía a la importancia de la antigua ciudad como "cabeza" de gobierno, simulando las siete entradas que tiene la cabeza humana, dos ojos, dos oídos, dos fosas nasales y la boca.
El sitio es clasificado académicamente por los investigadores como una Capital Regional en una de las áreas arquitectónicas más importantes del estado de Campeche, comprendida en la región Río Bec a la vez que también se nota marcada influencia del estilo Chenes. Becán tuvo bajo su poder sitios como Chicanná, Xpuhil, Hormiguero, Culucbalom y Okolhuitz.

## Toponimia
El nombre Becán fue dado por los arqueólogos Karl Ruppert y Juan Denison que redescubrieron el sitio en 1934, a raíz de una expedición a la región patrocinada por el Instituto Carnegie de Washington. En maya yucateco Becán significa el “barranco (o la barranca) formada por el agua” debido a que la característica más prominente y más inusual del sitio es su fosa artificial circundante.

## Historia
Las evidencias de ocupación humana en Becán se remontan al periodo preclásico alrededor del año 600 antes de Cristo. Sin embargo, su época de mayor prosperidad fue entre los años 600 y 1000 de nuestra era durante el periodo clásico de la cultura maya, cuando esta ciudad cobró un papel de capital regional, concentrándose en ella los bienes y servicios de un buen número de asentamientos debido a su ubicación estratégica casi en medio de la base de la península de Yucatán. Posteriormente en el año 1000, Becán fue colapsando y fue disminuyendo poco a poco la población hasta su desaparición total, aproximadamente en el año 1450 de la época actual. 

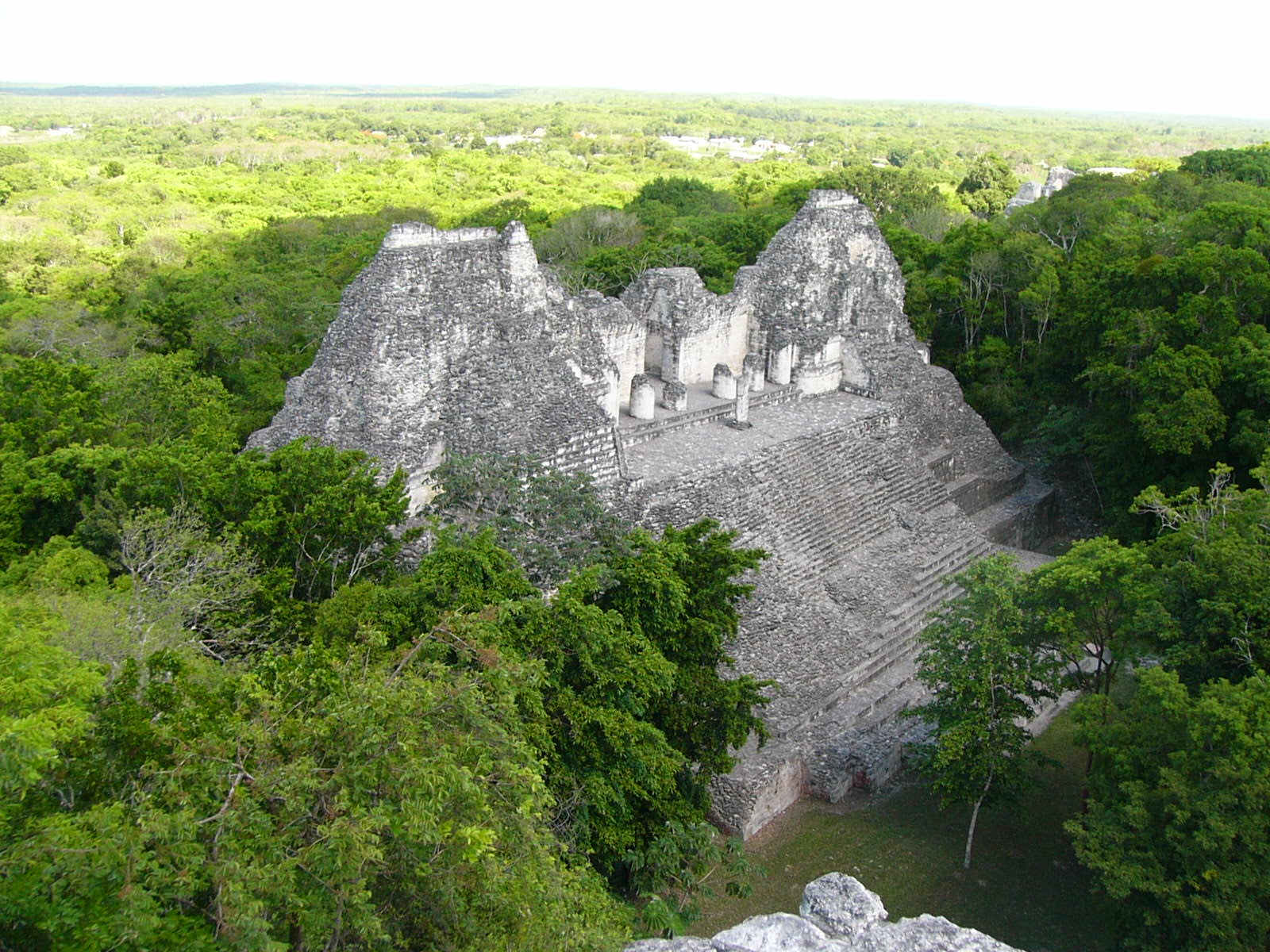
Estructura VIII.

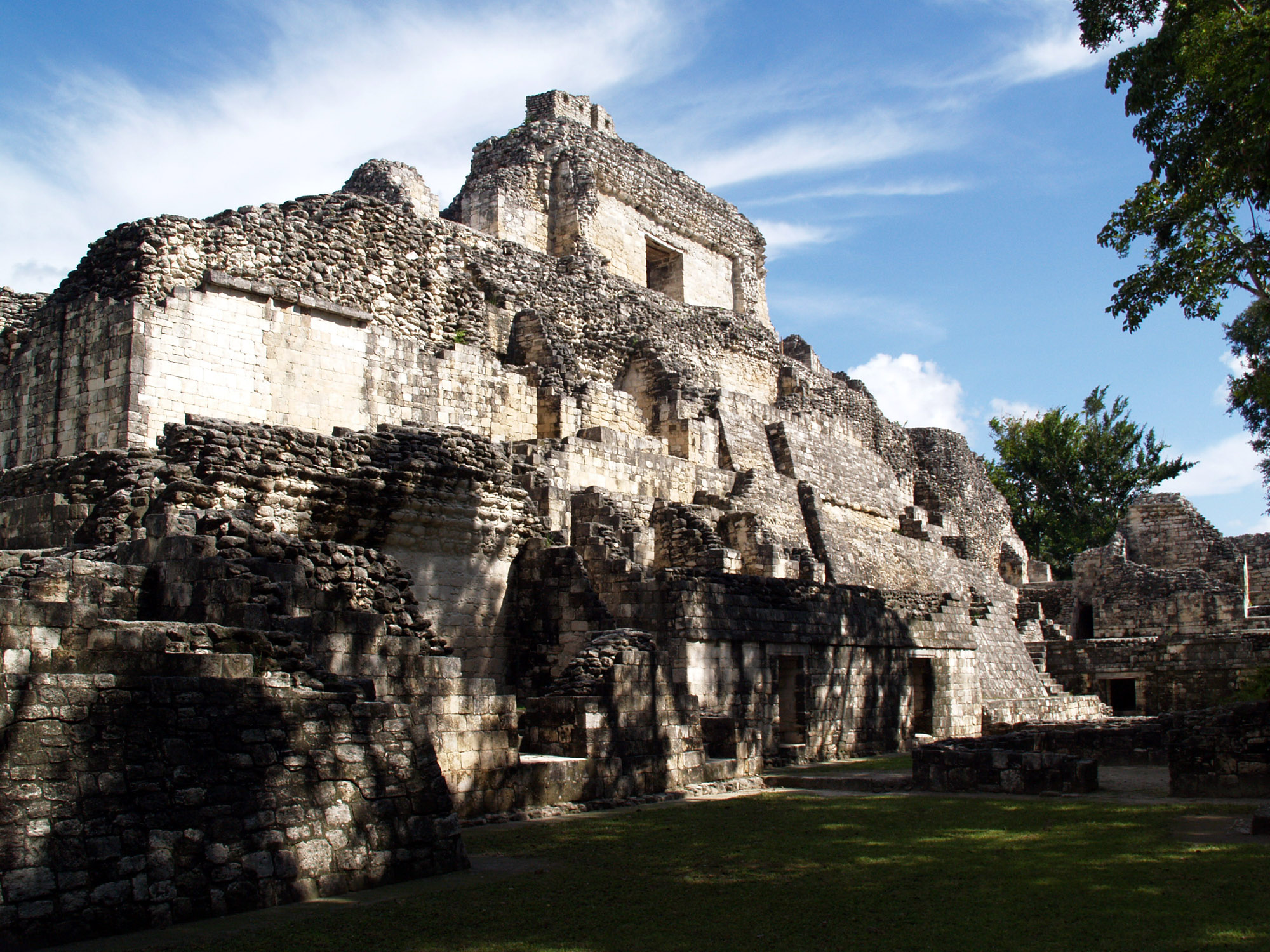
Estructura IV.

## Estructuras principales
- Estructura I. Se caracteriza por sus dos pirámides truncas o torres macizas laterales que alcanzan una altura de 15 metros, en cuya cima se hallaron cuatro aberturas que posiblemente sirvieron para efectuar observaciones astronómicas. Del lado sur de esta estructura, los mayas construyeron dos niveles de cuartos abovedados sobre una elevación rocosa.

- Estructura II. Cierra la plaza por el lado de poniente. En ella pueden apreciarse varias habitaciones al frente y al costado. Los aposentos posteriores cuentan con banquetas que dan cuenta de su uso habitacional. La fachada, construida con sillares calizos muy bien labrados, estuvo ricamente decorada con paneles de dameros en alto y bajo relieve, los cuales tienen decorados laterales aludiendo los cascabeles de la serpiente sagrada, así como con cruces hundidas en muros que semejan tener flecos.

- Estructura III. Cuenta con una escalinata central en cuyos lados hay habitaciones de mampostería dispuestas en los 2 niveles del inmueble. Frente a la escalinata hay un altar circular sobre el que debieron realizarse ofrendas diversas entre ellas sacrificios humanos por los fragmentos de osamentas hallados alrededor en forma dispersa y que corresponden a diferentes individuos.

- Estructura IV. En esta estructura se aprecia una amplia escalinata central que permite el acceso a un patio superior, así como las esquinas redondeadas de la base y el cuerpo del edificio. En la cima se encuentran los cimientos de varias habitaciones orientadas hacia el patio. La fachada está decorada con mascarones zoomorfos hechos a base de mosaico de piedra.

- Estructura VIII. Es un voluminoso edificio de una sola planta con torres en los extremos y un enorme mascarón en la fachada central. Aparentemente tuvo nueve habitaciones interiores en la parte superior que no contaron con ventilación o iluminación natural alguna, por lo que posiblemente funcionaron como bodegas o para llevar a cabo actividades religiosas en las que se requería de oscuridad y aislamiento (ayunos, oraciones, autosacrificios, etc.).

- Estructura IX. Es el edificio más elevado del sitio, con 42 m de altura. Aparentemente tuvo una amplia escalinata frontal que conducía a un templo en la parte superior. Es probable que este inmueble fuese el principal santuario Becán. En la parte superior aún hay vestigios de dos enormes cabezas de jaguar que custodian el acceso superior del edificio.[2]

- Estructura X. Esta tiene doce habitaciones distribuidas en dos niveles. En la parte superior se erigió un templo, cuya fachada fue decorada con la representación de Itzamná, la deidad creadora, también conocido como Monstruo de la Tierra. El contenido simbólico del conjunto se complementaba con una cestería o remate superior, sobre la que se modelaron figuras de estuco, de las cuales solo se conserva parte un muro calado. También se conserva el dintel que divide los dos cuartos centrales, sobre el que se levantaba una crestería decorada con diversos motivos de estuco pintado.